# Borchardt C-93
Borchardt C-93 byla první komerčně úspěšnou a masově vyráběnou samonabíjecí pistolí na světě. Zbraň sestrojil německý vynálezce Hugo Borchardt v roce 1893 na základě konstrukčních mechanismů Maximova kulometu (tj. krátký zákluz hlavně a uzamčení pomocí kloubu).

## Historie
Po návratu ze Spojených států se Hugo Borchardt usadil v Německu a navázal spolupráci s Ludwig Loewe & Company (která se v průběhu výroby zbraně přejmenovala na Deutsche Waffen- und Munitionsfabriken), kde pro ni navrhl svou pistoli a náboj 7,65 × 25 mm Borchardt. Společnost Loewe začala zbraň nabízet jak na civilní, tak na vojenský trh. Zbraň testovalo několik armád, žádná ale nezavedla pistoli do výzbroje. Poměrně vážný zájem zavést samonabíjecí pistoli do výzbroje projevila švýcarská armáda, která zbraň podrobila testům. Švýcarská výzbrojní komise ocenila vysokou přesnost zbraně, ale vytkla její velké rozměry, neergonomickou téměř vertikální rukojeť, nerovnoměrné rozložení váhy zbraně a silný zpětný ráz. Kromě toho byla zbraň složitá a drahá na výrobu. Pokud by ale byla C-93 upravena, měla švýcarská armáda zájem pistoli zavést do výzbroje. Společnost DWM přetlumočila výsledky testů Borchardtovi a požádala jej o provedení změn na zbrani. Borchardt odmítl provést požadované úpravy, protože pistoli považoval za dokonalou a tak DWM pověřilo Georga Lugera přepracovaním zbraně. Georg Luger pak na základě C-93 vytvořil vlastní pistoli Parabellum.

## Konstrukce
Zbraň přinesla několik konstrukčních novinek, odnímatelný zásobník umístěný v rukojeti a tlačítko vypouštění zásobníku umístěné na straně zbraně vedle spouště. Zbraň bylo možné vybavit nástavnou pažbou, která z pistole vytvořila poměrně přesnou karabinu.